# Дестіні (модуль МКС)

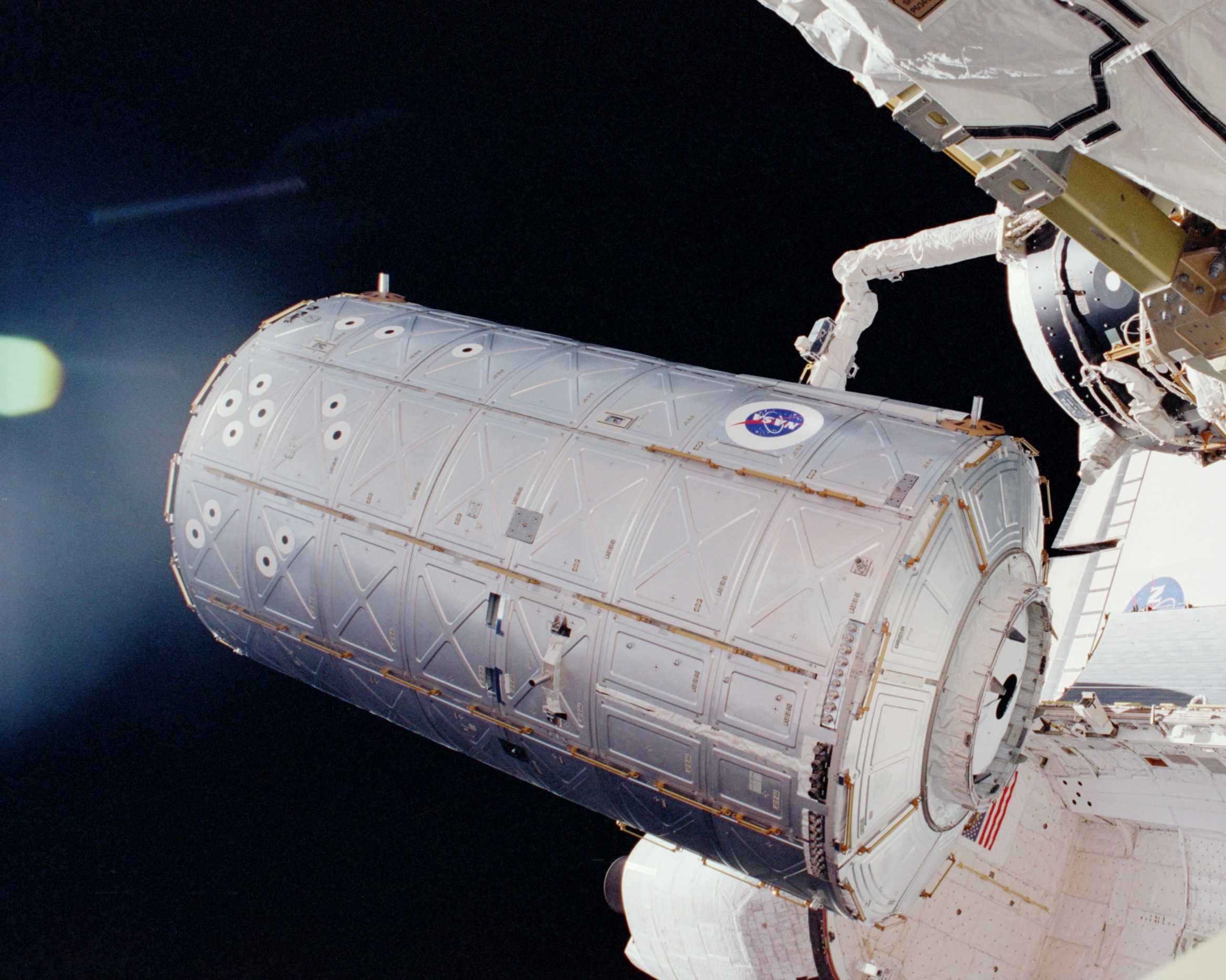
Лабораторія «Дестіні» (НАСА)

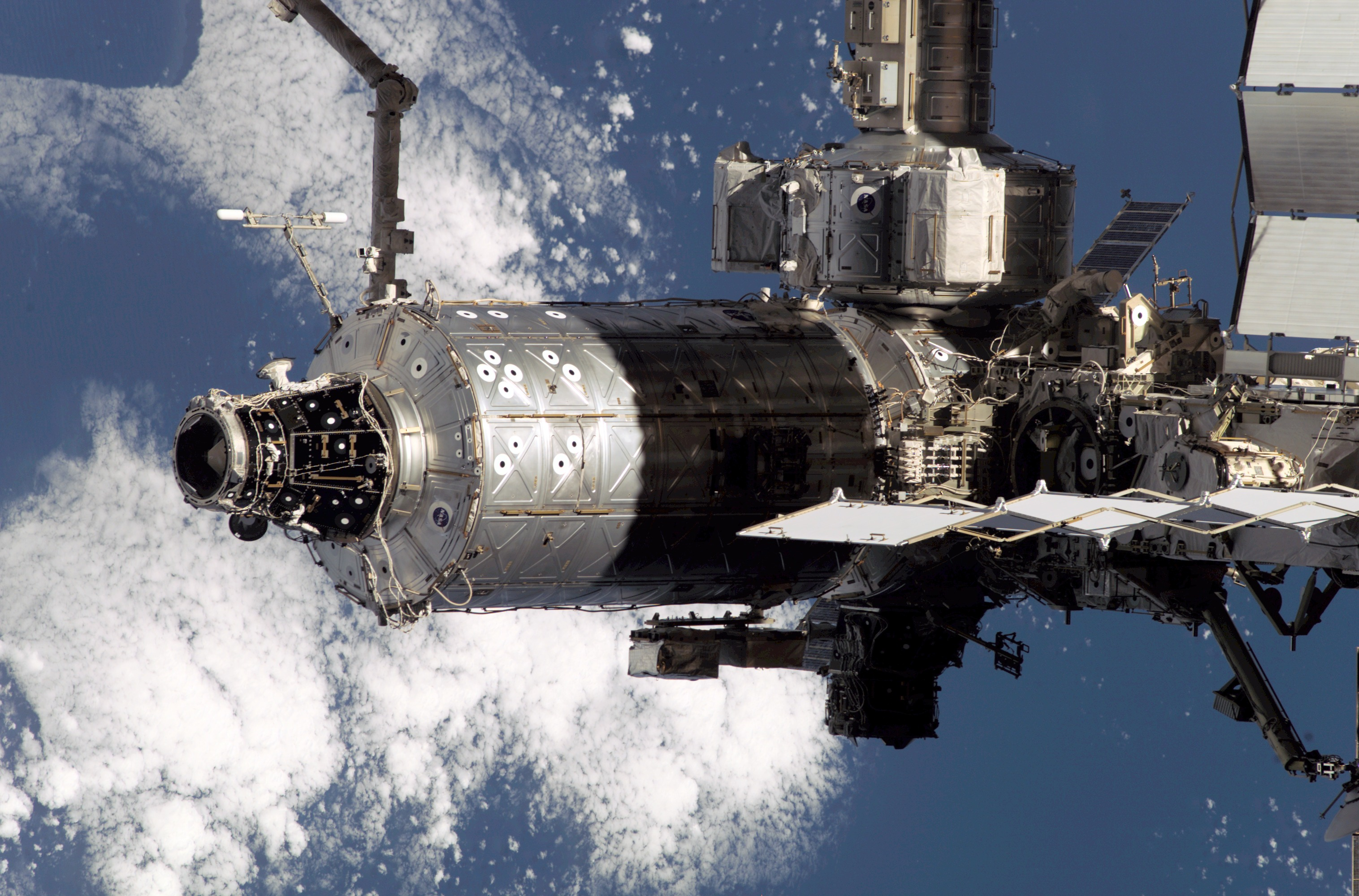
Модуль «Дестіні». Знімок з борту шатла

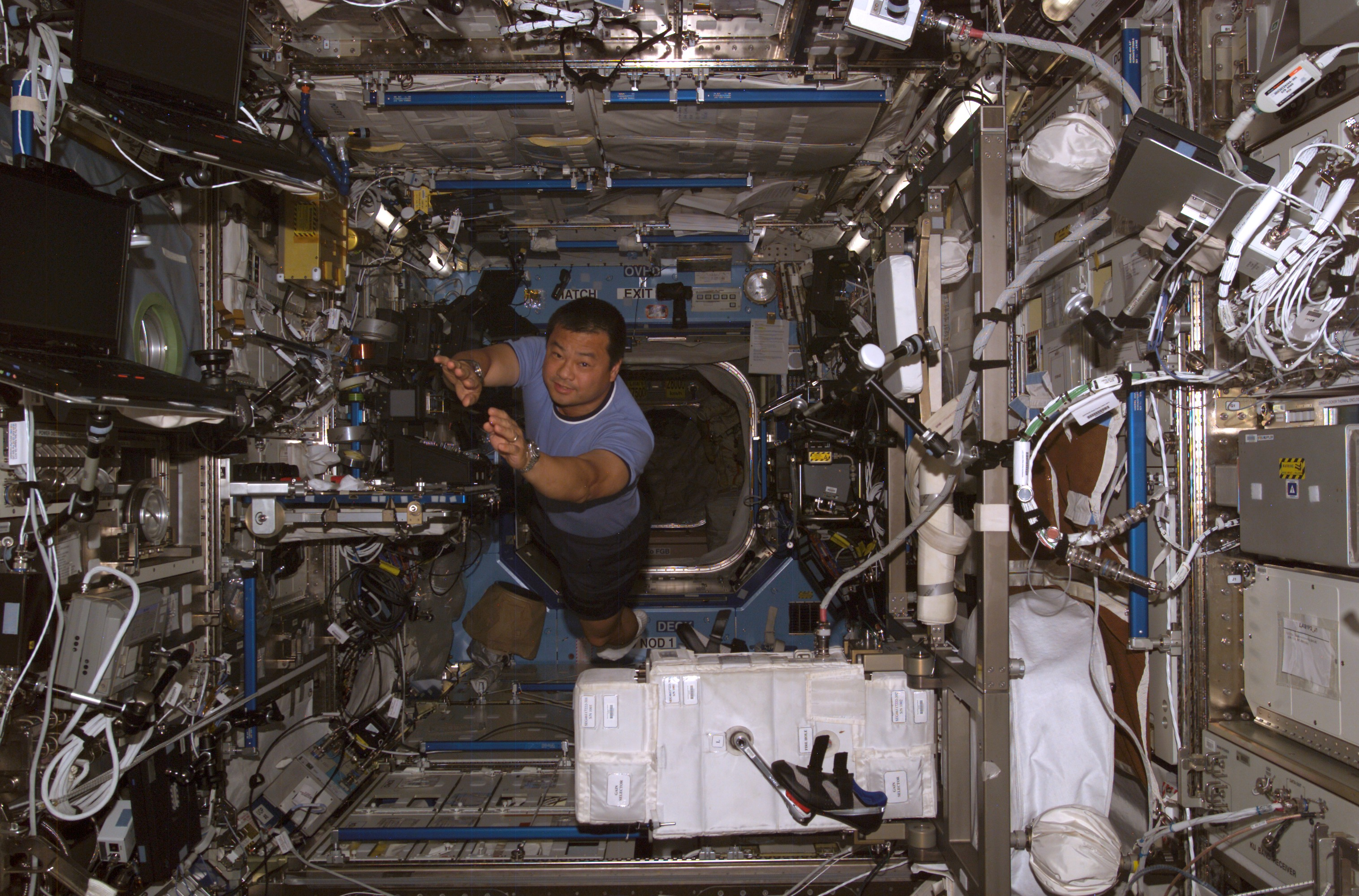
Астронавт Лерой Чіао всередині лабораторного модуля «Дестіні» (31 жовтня 2004)

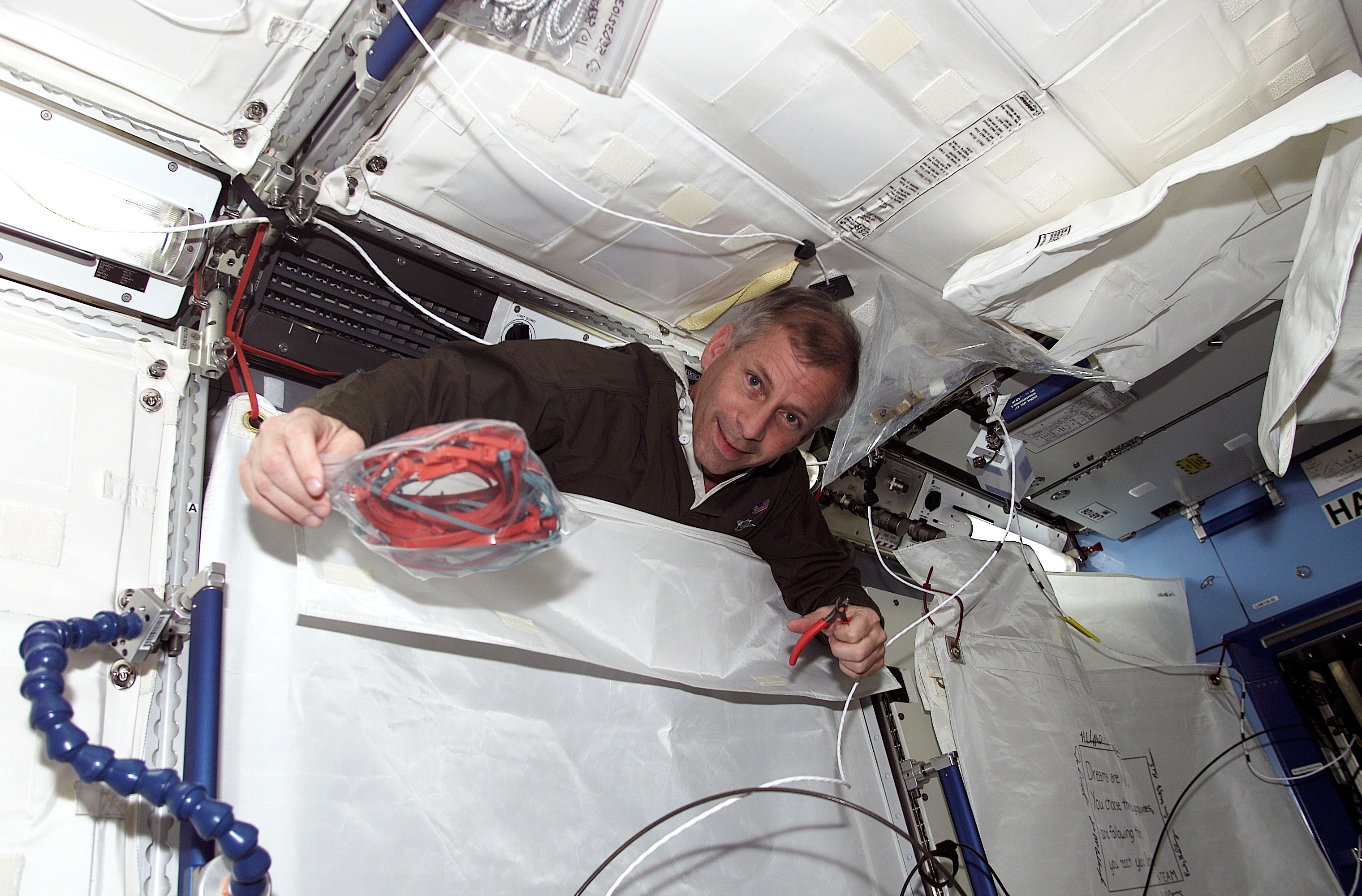
Астронавт Кеннет Кокрелл, командир STS-98, виходить з-за шторки стійки в «Дестіні».

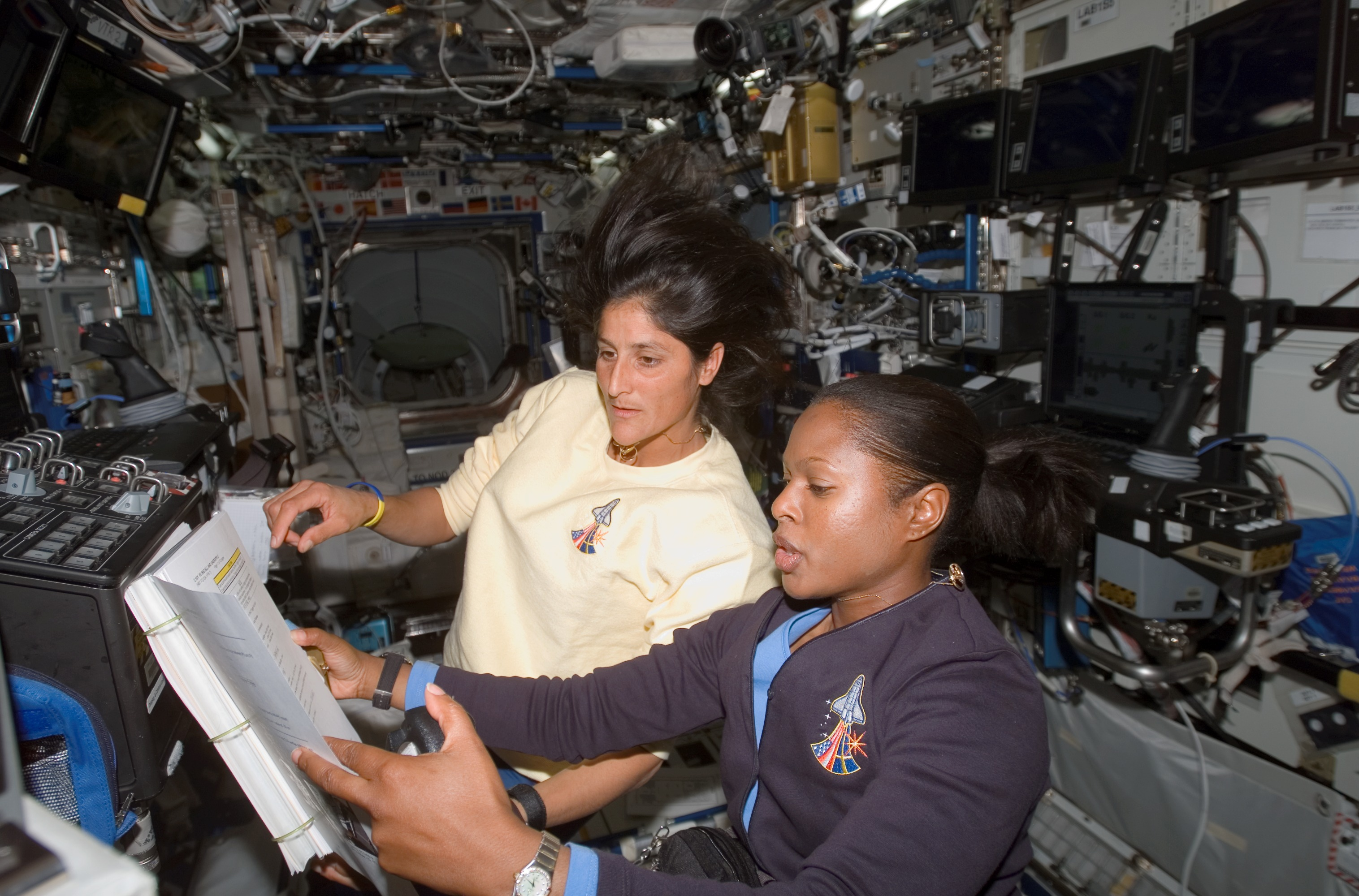
Джоан Е. Хіггінботем і Суніта Л. Вільямс працюють з органами управління дистанційного маніпулятора станції в лабораторії «Дестіні».

«Дестіні» (англ. Destiny, доля); повна назва «Лабораторний модуль „Дестіні“» — американський науковий модуль Міжнародної космічної станції. Четвертий модуль станції, другий збудований американцями, третій у американській власності. Був приєднаний до модуля «Юніті» екіпажем шатла «Атлантіс» в ході місії STS-98. Почав повністю функціонувати 10 лютого 2001. Модуль став першою постійною орбітальною лабораторією НАСА по закінченні роботи станції «Скайлеб», останній екіпаж на якій працював у лютому 1974.

## Опис
Американський науковий модуль масою 14,5 м має 8,5 метрів у довжину, 4,3 метра в ширину і виготовлений з алюмінієвих сплавів. Він складається з трьох циліндричних секцій і двох кінцевих дуже сплюснутих зрізаних конусів, які містять герметичні люки для входу і виходу з модуля. Модуль має два стикувальні вузли.
Як і у європейських і японських лабораторіях, наукове та допоміжне обладнання всередині модуля «Дестіні» змонтовано у так званих міжнародних стандартних стійках корисного навантаження (англ. International Standard Payload Racks), які можна замінювати чи переставляти для різного обладнання і експериментів. Кожна стійка масою приблизно 104 кг, висотою 1,9 м і шириною 1,1 м, об'ємом 1,6 м³. У стійку можна встановити обладнання масою 700 кг.
Вісім стійок обладнані шторками, які забезпечують близько 290 м³ тимчасового вільного простору, коли стійки не використовуються для експериментів.
«Дестіні» прибув до МКС з п'ятьма стійками, у яких було розміщено систему життєзабезпечення для забезпечення електропостачанням, постачання рідин для охолодження, очищення повітря, а також контроль температури і вологості в модулі. Сім додаткових блоків модуля «Дестіні» були доставлені у багатоцільовому модулі постачання «Леонардо» під час місії STS-102, десять були поступово доставлені під час інших польотів.
Загалом, «Дестіні» має 23 стійки — по шість на правому, лівому борту, стелі, і п'ять на підлозі.
Всередині розміщено чотири структури для електричних з'єднань, кабелів системи управління обробки комп'ютерних даних, каналів систем кондиціонування повітря, труб тепловідведення і багато іншого.
Лабораторні стійки використовуються для розміщення обладнання в знімних модульних блоках. Стійки приєднуються до трубопроводів та електропроводки за допомогою в портів, розташованих у стійках в опорній поверхні.
У герметичному модулі астронавти можуть виконувати дослідження в різних галузях наукових знань. Учені всього світу зможуть використовувати результати цих експериментів для своїх робіт в медицині, технології, біотехнології, фізики, матеріалознавстві, і вивченні Землі.

## Технічні характеристики
| Параметр                              | Значення |
| ------------------------------------- | -------- |
| Довжина по кінцях стикувальних вузлів | 8788 мм  |
| Довжина гермокорпусу                  | 8534 мм  |
| Максимальний діаметр                  | 4445 мм  |
| Герметичний об'єм                     | 117 м³   |
| Стартова маса                         | 14056 кг |

## Історія
Будівництво компанією «Боїнг» почалось 1995 у цехах Космічного центру Маршала, розташованому в Хантсвіллі, штат Алабама.
1998 модуль «Дестіні» був доставлений в Космічний центр Маршала у Флориді де проходив допольотну підготовку до серпня 2000.
7 лютого 2001 модуль був запущений до МКС на борту шатла «Атлантіс» з місією STS-98.
10 лютого 2001 «Дестіні» було приєднано заднім стикувальним вузлом до переднього стикувального вузла модуля «Юніті».
12 лютого 2001 з ферми Z1 на передній стикувальний вузол модуля було переміщено герметичний перехідник PMA-2.
11 квітня 2002 до верхньої площини «Дестіні» було приєднано ферму S0 (місія STS-110).
12 листопада 2007 герметичний перехідник PMA-2 було переміщено з переднього стикувального вузла модуля до переднього стикувального вузла модуля «Гармонія» (МКС-16).
14 листопада 2007 PMA-2 і «Гармонію» було переміщено з лівого стикувального вузла модуля «Юніті» на передній стикувальний вузол «Дестіні».